# Сан-Гильермо
Национальный парк Сан-Гильермо (исп. Parque Nacional Sierra de las Quijadas) — национальный парк, расположенный в центре провинции Сан-Хуан, Аргентина. Основан 13 января 1993 года. Является частью биосферного заповедника Сан-Гильермо. Высоты в экосистеме варьируются от 2100 до 6380 метров. Рельеф состоит из пустыни, лугов и нескольких водно-болотных угодий, расположенных в высокогорье Анд. Среди животных — викунья, гуанако, андская лисица, андская кошка, пума и андский кондор.

## Описание
Расположен в северной части провинции Сан-Хуан, Аргентина, недалеко от города Родео. Учреждён 13 января 1999 года. Занимает площадь в 166 000 гектаров, включающую в себя пуну и высокогорье Анд. Первоначально создавался как провинциальный заповедник, но уже в 1980 году был преобразован в биосферный. Основная цель экосистемы — сохранить естественную среду обитания викуньи и поддерживать условия существования для других растений и животных данного региона.

### Местность
Рельеф представлен горными хребтами и долинами, примыкающими к Андам. Постоянных поверхностных водотоков нет. Почвы грубые. Климат умеренный в предгорьях и очень холодный в высокогорьях, где нередко происходят снегопады. Кроме того, для местности характерны порывистые ветры.

#### Флора
Растительность представлена главным образом низкорослыми кустарниками. Присутствуют грубые травы. Выделяют следующие виды: Adesmia, Patrastrephia, фабиану, азореллу и эфедру. Кроме того, встречаются астрагал, настурция, ложная вербена, фацелия, ковыль, овсяница и Deyeuxia. В пределах влажных почв произрастают травянистые поляны, особенно на местности выше 3500 м.

#### Фауна
Защита викуньи является основной причиной создания заповедной зоны. Изолированность экосистемы и недостаток воды не позволяют охотникам слишком часто посещать этот район, поэтому именно здесь можно встретить достаточно большие стада викуний. В парке также обитают гуанако, андский кондор, малый нанду, а также дикие гуси и утки. В заповеднике представлены андские лисицы, различные грызуны (в их числе горная вискаша и короткохвостая шиншилла) и пума.

## Исследования
Один из исследовательских проектов включал в себя установку на пум электронных ошейников с GPS и отслеживание их перемещений. Одновременно викуньям присваивались цвета, чтобы следить за их местонахождением. Было обнаружено, что в районах парка с большим количеством укрытий, таких как каньоны и водно-болотные угодья, викуньи гораздо более внимательны и осторожны, а, следовательно, тратят меньше времени на кормежку, чем на открытых равнинах. Это приводит к увеличению численности беспозвоночных и расширению биоразнообразия парка в целом.